# Luis Ramírez (football, 1984)
Pour les articles homonymes, voir Luis Ramírez et Ramírez.
Luis Alberto Ramírez Lucay, né le 10 novembre 1984 à Lima au Pérou, est un joueur de football international péruvien qui évolue au poste de milieu offensif.

## Biographie

### Carrière en club
Surnommé au Pérou Luis Cachito Ramírez, il fait ses débuts en 2003 au sein du Coronel Bolognesi de Tacna. En 2006, il joue le premier semestre au Cienciano del Cusco avant de revenir au Bolognesi où il devient vice-champion du Pérou en 2007. Le 16 juillet 2008, il se met en évidence avec le Coronel Bolognesi en étant l'auteur d'un triplé en championnat, sur la pelouse de Cienciano, permettant à son équipe de l'emporter 1-3.
En 2008 et 2009, il est prêté à l'Universitario de Deportes et au Club Libertad (Paraguay), respectivement.
En 2011, il rejoint le SC Corinthians et étoffe son palmarès d'un championnat du Brésil, suivi d'une Copa Libertadores en 2012. Entre 2013 et 2014, il est prêté successivement au Ponte Petra puis au Botafogo.
Il revient au Pérou en 2015 pour jouer à l'Universidad San Martín. En 2016, il signe à l'Alianza Lima et est sacré champion du Pérou en 2017. Il joue depuis 2020 au Sport Boys de Callao.
Luis Ramírez a l'occasion de disputer avec six clubs différents la Copa Libertadores (30 matchs, deux buts). Il compte également 11 matchs de Copa Sudamericana (aucun but marqué) avec quatre clubs différents.

### Carrière en sélection
International péruvien, Luis Ramírez reçoit 35 sélections entre 2005 et 2014 (deux buts marqués). Il dispute notamment les éliminatoires des Coupes du monde de 2010 et 2014. 
Alors qu'il avait été convoqué par Sergio Markarián afin de jouer la Copa América 2011 en Argentine, une blessure lors d'un match amical de préparation face au Sénégal l'empêche de disputer le tournoi continental.
Il inscrit son premier but en équipe nationale le 8 octobre 2010, en amical contre le Costa Rica (victoire 2-0) et marque son second but le 18 novembre de la même année, contre la Colombie, toujours en amical (score : 1-1).

## Palmarès
| Corinthians - Championnat du Brésil (1) : - Champion : 2011. - Copa Libertadores (1) : - Vainqueur : 2012. |  | Alianza Lima - Championnat du Pérou (1) : - Champion : 2017. |  | Coronel Bolognesi - Championnat du Pérou : - Vice-champion : 2007. |  |  |